# 望遠鏡座μ
望遠鏡座μ，又名CP-55 9100，HD 183028、SAO 246131、HR 7393，是望遠鏡座的一颗恒星，视星等为6.3，位于銀經342.35，銀緯-27.42，其B1900.0坐标为赤經19h 22m 27.9s，赤緯-55° -27.42′ 54″。